# Laurito
Laurito község (comune) Olaszország Campania régiójában, Salerno megyében.

## Fekvése
A megye déli részén fekszik. Határai: Alfano, Celle di Bulgheria, Montano Antilia, Roccagloriosa és Rofrano.

## Története
Első említése 947-ből származik. A következő századokban nemesi birtok volt. A 19. században nyerte el önállóságát, amikor a Nápolyi Királyságban felszámolták a feudalizmust. Nevét valószínűleg a vidékre jellemző babérfákról kapta (Laurus). Korabeli épületeinek nagy részét az 1980-as hirpiniai földrengés elpusztította.

## Népessége
A népesség számának alakulása:

## Főbb látnivalói
- Madonna del Carmine-templom
- San Filippo d’Agira-templom
- San Giovanni Battista-templom